# جفری بروس
جفری بروس (انگلیسی: Geoffrey Bruce; ۴ دسامبر ۱۸۹۶ – ۳۱ ژانویهٔ ۱۹۷۲) کوهنورد اهل بریتانیا و نظامی ارتش هند بود.
وی همچنین برندهٔ جوایزی همچون نشان حمام شده‌است. بروس در بازی‌های المپیک زمستانی ۱۹۲۴ برنده مدال کوهنوردی شده بود.